# Kahrisak
Kahrisak (auch Kahrizak) ist ein teilweise unterirdisches iranisches Gefängnis am südlichen Rand der Stadt Rey, 15 Kilometer südlich des Stadtrandes von Teheran. War das Gefängnis am 28. Juli 2009 nach Anweisung von dem Ajatollah Ali Chamene’i geschlossen worden, wurde es später wieder eröffnet.
Die Anstalt befand sich in unmittelbarer Nähe des größten Friedhofs der Stadt, Behescht-e Zahra. Nach den Planungen von 2004 war es für die Unterbringung von Schlägern und Hooligans gedacht, unter der Aufsicht und Leitung der iranischen Revolutionsgarde. Die Haftanstalt, in der Menschen wochenlang gefoltert wurden, umfasste bis zur Schließung sechs reguläre Trakte und zwei Quarantänesektionen, die zum Teil unter der Erde lagen.

## Inhaftierung von Demonstranten und Todesfälle
Nach den iranischen Präsidentschaftswahlen 2009 wurden verhaftete Demonstration in den Räumen, teilweise in Käfigen unter sehr beengten Bedingungen festgesetzt. In der 65 m² kleinen Quarantänesektion wurde nach den Protesten nach den iranischen Präsidentschaftswahlen 127 Demonstranten inhaftiert. Es wurden im von der Revolutionsgarde kontrollierten Gefängnis von Kahrisak Vergewaltigungen von Insassen beiderlei Geschlechts sowie vier Todesfälle von jugendlichen Demonstranten festgestellt: der 18-jährige Mohammad Kamrani, Amir Javadifar, Ramin Aghazadeh Ghahremani und der 25-jährige Mohsen Ruholamini, Sohn von Abdolhossein Ruholamini, einem Berater des Präsidentschaftskandidaten Mohsen Rezai.
Der medizinische Bericht über Ruholaminis Tod nannte als Todesursache physischer Stress, Auswirkungen schlechter Außenumstände, mehrfache Schläge und schwere Verletzungen des Körpers. Der Arzt, der diesen Bericht verfasst hatte, Ramin Pourandarjani, starb später unter nicht geklärten Umständen im Hauptquartier der Polizei. Der Autopsie-Bericht von Javadifar nannte als Todesursache schwere Traumata, verursacht durch schwere Schläge.
Ein vom iranischen Parlament ernanntes Komitee machte den damaligen Generalstaatsanwalt Teherans, Said Mortasawi, für die Vorfälle verantwortlich.

## Berichte von ehemaligen Gefangenen
„Nach Zeugenaussagen liegt die Anstalt halb unterhalb der Erdoberfläche. Die Benutzung der Toiletten ist einmal am Tag gestattet, die Essensrationen sind auf ein Minimum reduziert. Der persönliche Raum beträgt pro Person weniger als einen Quadratmeter. Es bilden sich Schlangen vor der Tür, um für einige Momente durch den Türschlitz Luft zu schnappen. Das Trinkwasser kommt aus Wassertonnen, die vorher für Benzin oder Chemikalien genutzt wurden, was zu Übelkeit und Durchfallerkrankungen führt.“
„Die Zellen waren von unseren eigenen Fäkalien übersät, da wir keine Toiletten benutzen konnten. Sie hatten mich mit zwanzig weiteren Personen in einen Container gesteckt, der vielleicht für fünf Leute Platz hatte.“
„Junge Frauen und Männer wurden teilweise mehrfach am Tag brutal vergewaltigt, sodass die meisten nach der Entlassung im Krankenhaus zusammengenäht werden mussten.“
„Gefangene seien gezwungen worden, die Toiletten sauber zu lecken oder mussten nackt, mit Augenbinden und mit Benzin übergossen, in der glühenden Sonne ausharren, in der Erwartung, jeden Augenblick angezündet zu werden.“

## Reaktionen
Mohammed Chatami beschuldigt die Justizbehörden der Verbrechen gegen inhaftierte Regierungsgegner und betonte, die Schließung sei nicht wegen mangelnder Hygiene angeordnet worden.
Mehdi Karroubi, Präsidentschaftskandidat von 2009 und bis heute unter Hausarrest, wirft den Justizbehörden schwere Misshandlungen und Vergewaltigungen von Regierungskritikern vor, von denen sowohl Frauen als auch Männer betroffen gewesen seien.
Mir Hossein Mussawi, Präsidentschaftskandidat von 2009 und bis heute unter Hausarrest, sprach sich in einer deutlichen Ansprache, gegen die Vorfälle aus. Er fragte, wie es sein könne, dass die Führer des Landes nicht weinen und Tränen vergießen [würden] über diese Tragödie. „Können sie es nicht sehen, nicht fühlen? Diese Vorgänge verdunkeln unser Land, verdunkeln unsere Herzen. Wenn wir dazu schweigen, wird es uns zerstören und uns alle zur Hölle fahren lassen.“
Hossein Ali Montazeri, einst designierter Nachfolger Chomeinis und bis zu seinem Tode ebenfalls unter Hausarrest, verlangte die juristische Verfolgung aller Verantwortlichen dieser Missbräuche: Kann die Regierung die Leute durch Schließung des Gefängnisses täuschen und alles auf Fehler des Gebäudes schieben?